# Rajella
Rajella és un gènere de peixos de la família dels raids i de l'ordre dels raïformes.

## Taxonomia
- Rajella alia (Garman, 1899)[3]
- Rajella annandalei (Weber, 1913)[4]
- Rajella barnardi (Norman, 1935)[5]
- Rajella bathyphila (Holt & Byrne, 1908)[6]
- Rajella bigelowi (Stehmann, 1978)[7]
- Rajella caudaspinosa (von Bonde & Swart, 1923)[8]
- Rajella challengeri (Last & Stehmann, 2008)[9]
- Rajella dissimilis (Hulley, 1970)[10]
- Rajella eisenhardti (Long & McCosker, 1999)[11]
- Rajella fuliginea (Bigelow & Schroeder, 1954)[12]
- Rajella fyllae (Lütken, 1887)[13]
- Rajella kukujevi (Dolganov, 1985)[14]
- Rajella leopardus (von Bonde & Swart, 1923)[8]
- Rajella nigerrima (de Buen, 1960)[15]
- Rajella purpuriventralis (Bigelow & Schroeder, 1962)[16]
- Rajella ravidula (Hulley, 1970)[10]
- Rajella sadowskii (Krefft & Stehmann, 1974)[17][18][19][20][21][22]